# Bellwald
Bellwald (walliserdeutsch Bewaud [ˈbeuˌɑud]) ist eine Munizipalgemeinde und eine Burgergemeinde im Bezirk Goms im Schweizer Kanton Wallis. Es bildet zugleich eine Pfarrgemeinde des Dekanats Ernen. Bellwald ist das höchstgelegene Dorf im Goms.

## Geographie

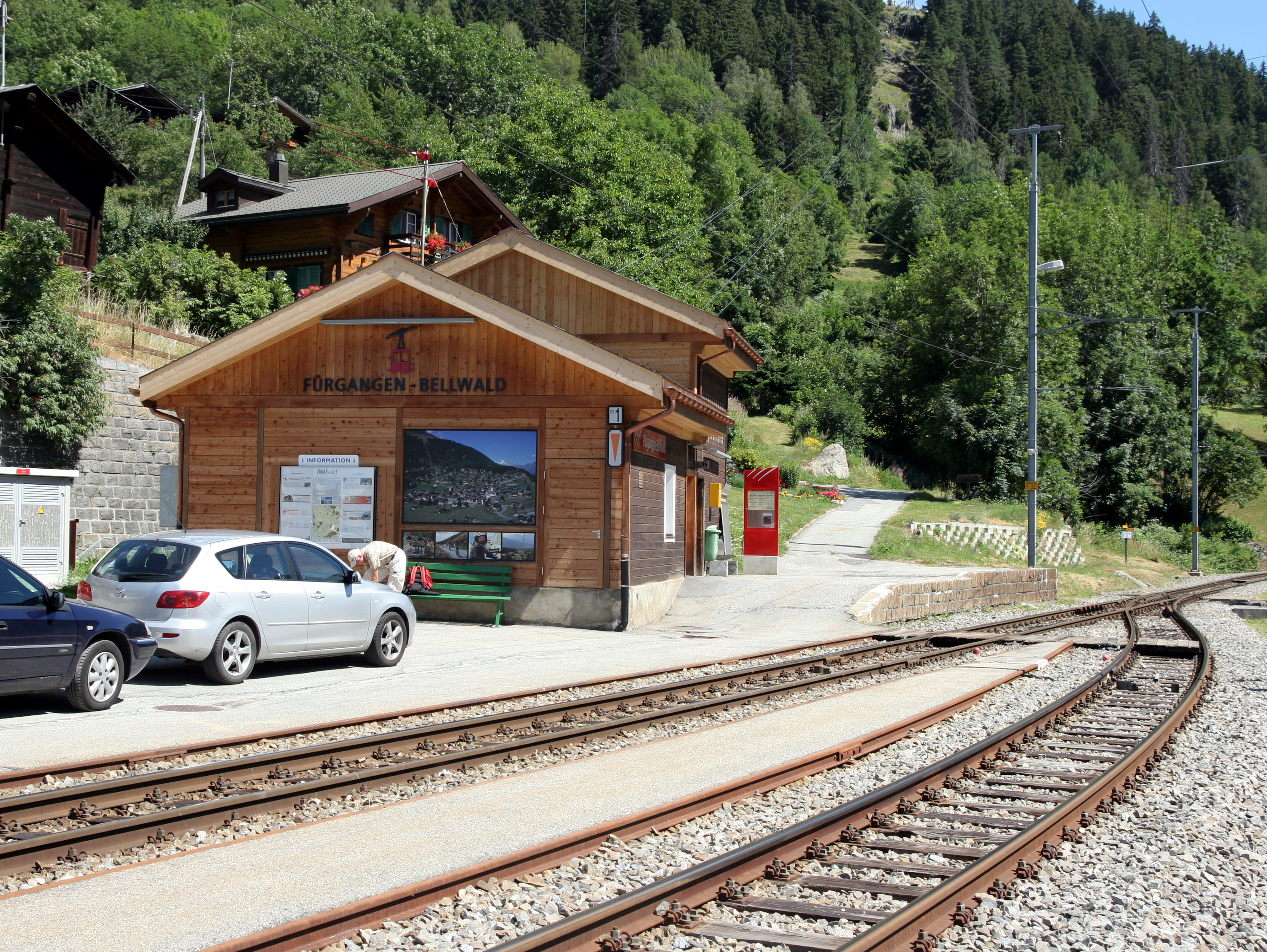
Der Bahnhof Fürgangen-Bellwald

Bellwald liegt nördlich von Brig hoch über dem Walliser Rhonetal in 1560 m ü. M. und ist damit die höchstgelegene Gemeinde im Goms. Zu erreichen ist das an einem Südhang gelegene Dorf seit 1962 über eine kurvenreiche Strasse oder seit 1956 mit einer Luftseilbahn von der Bahnstation Fürgangen-Bellwald (seit 1915) der Matterhorn-Gotthard-Bahn (MGB).
Seit 2007 ist Bellwald Teil des UNESCO-Weltnaturerbes Schweizer Alpen Jungfrau-Aletsch.
Die Ortschaft Bellwald ist vor allem auf der Kuppe bergwärts Richtung Nordosten gewachsen, wo auch die Talstation der Sesselbahn auf die Alp Richene oder Richinen steht, und ist hier locker mit dem Ortsteil Ried verwachsen. An der Strasse talwärts nach Fieschertal folgen noch die Ortsteile Egga und Bodma. Südwestlich unterhalb Bellwald, etwas oberhalb des Rottens, befindet sich der Ortsteil Fürgangen mit dem Bahnhof. Nicht mehr bewohnt sind die östlich gelegenen Siedlungen Schlettere und Nessulschliecht; in letzterem ist neben einigen Nutzbauten noch eine Kapelle vorhanden. Der Ort Mutti oberhalb des Dorfes ist infolge lockerer Neuüberbauung ganz mit Bellwald verschmolzen.

## Name
Über die ältesten Belege für den Namen der Gemeinde finden sich verschiedene Angaben: 1273 Nicholaus de Bellewalt, Beliwalt, 1293 Belwalt. Eine Urkunde aus dem Jahr 1374 (apun Belwalt Zblattun) lässt darauf schliessen, dass der heutige Name zunächst die Bergkuppe bezeichnete; dieser ging später auf die Hauptsiedlung über und verdrängte deren älteren Namen Zblattun.
Die Herkunft des Namens Bellwald kann wegen seines späten Auftretens nicht sicher geklärt werden. Es wird eine Zusammensetzung mit dem deutschen Appellativ „Wald“ angenommen, wobei das Vorderglied entweder auf lat. bellum, „hübsch“, „schön“, zurückgeht oder aber auf einen germanischen Personennamen Ballo, Pallo als Besitzerangabe.

## Geschichte

Historisches Luftbild von Werner Friedli von 1955

Im 14. Jahrhundert wurde Bellwald von Bauern bewohnt, die dem Bischof zinspflichtig waren. Der adlige Grundbesitz ging 1404 durch Kauf vom Rudolf von Raron in die Hände von Johan de Platea in Niederernen über. Aus den Jahren 1371 und 1436 sind Wasserordnungen erhalten; die ältesten bekannten Dorfstatuten wurden 1555 verfasst. Nach der alten Zehntenordnung bildeten Bellwald und Fieschertal eines der neun Gommer Viertel.

## Bevölkerung
| Bevölkerungsentwicklung | Bevölkerungsentwicklung | Bevölkerungsentwicklung | Bevölkerungsentwicklung | Bevölkerungsentwicklung | Bevölkerungsentwicklung | Bevölkerungsentwicklung | Bevölkerungsentwicklung | Bevölkerungsentwicklung |
| ----------------------- | ----------------------- | ----------------------- | ----------------------- | ----------------------- | ----------------------- | ----------------------- | ----------------------- | ----------------------- |
| Jahr                    | 1850                    | 1900                    | 1950                    | 2000                    | 2010                    | 2012                    | 2014                    | 2016                    |
| Einwohner               | 266                     | 285                     | 265                     | 427                     | 460                     | 434                     | 427                     | 395                     |

## Sehenswürdigkeiten

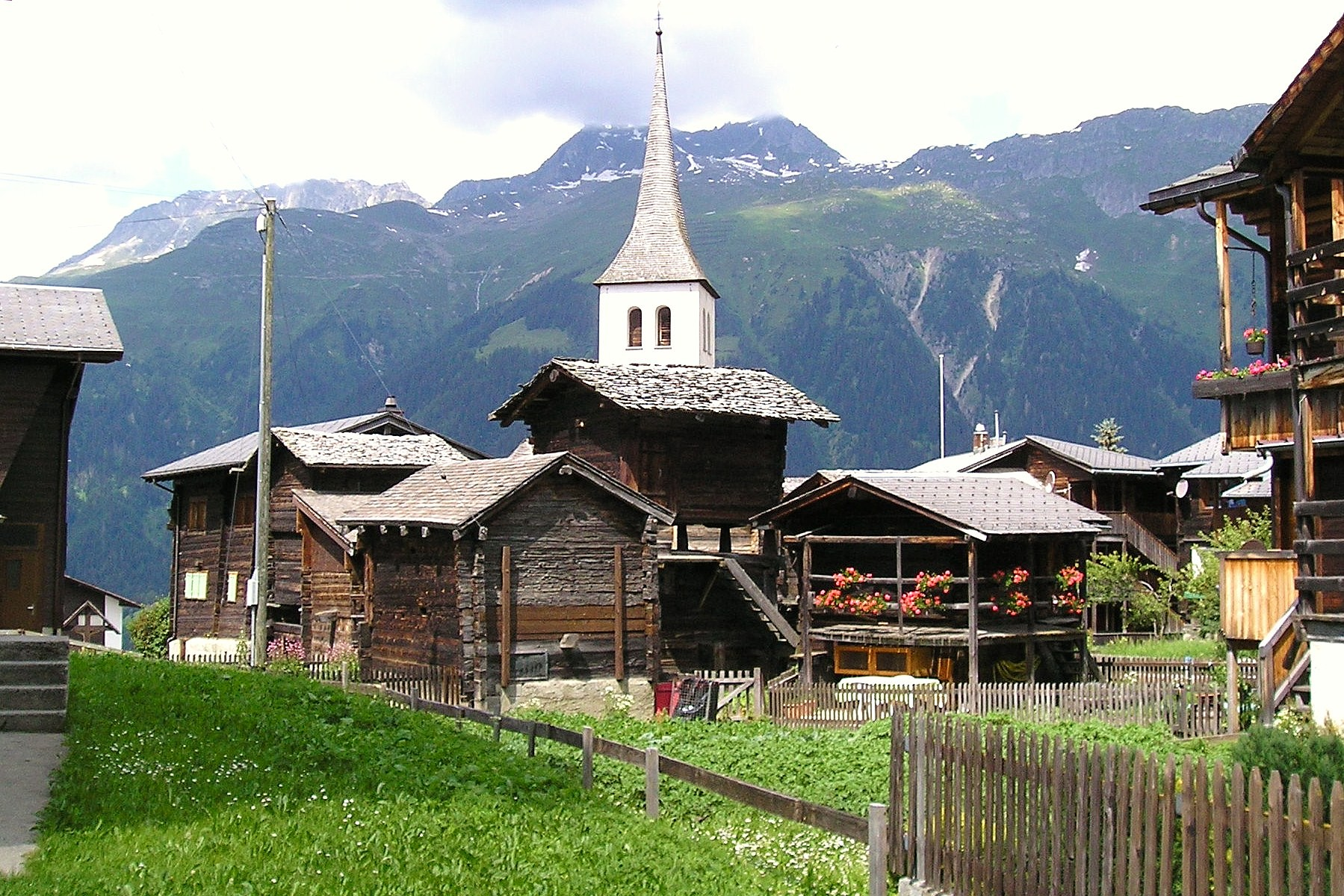
Dorfkern mit Kirchturm und dem Eggishorn

Bellwald hat einen gut erhaltenen, autofreien Dorfkern mit typischen engen Gassen und sonnenverbrannten Walliser Holzhäusern und Ställen. Am südlichen Rand des Dorfes steht die ab 1698 erbaute und am 10. September 1704 eingeweihte Pfarrkirche zu den sieben Freuden Mariens mit reicher barocker Ausstattung (Lage). Daneben liegen der Bergfriedhof und das Beinhaus, das zwischen 1733 und 1734 entstand. Um den Dorfkern herum wurden seit der Eröffnung der Strasse viele Chalets und Hotels gebaut.
Siehe: Pfarrkirche Bellwald

### Kapelle der heiligen Apollonia
Die Kapelle ist eines der drei erhaltenen Bauwerke der Siedlung Nesselschlucht am Gommer Höhenweg. Die Kapelle wurde vermutlich 1666 erbaut, diesen Schluss lässt die Jahreszahl im geschnitzten und bemalten Gewölbemedaillon im Chor zu. Das fast quadratische Bauwerk hat eine Kantenlänge von rund fünf Metern und wird von einem Satteldach überdeckt. Die Gebäudeachse folgt dem Tal Richtung Nordosten und besitzt talseitig zwei stichbogige Fenster. Auf der westlichen Portalseite befindet sich über dem Portal ein zugemauertes Okulus. Der Innenraum ist ungegliedert und wird von einer Tonnendecke überdeckt, die mit einer Gurtleiste unterteilt ist. Ein gesprosstes Holzgitter trennt den Chorraum mit Altar ab. Im Laufe des 18. Jahrhunderts wurde die Kapelle dem Patrozinium der hl. Apollonia geweiht, das ursprüngliche Patrozinium der Gottesmutter geriet in Vergessenheit. Noch in der ersten Hälfte war die Kapelle eine von Pilgern von weither, vor allem wegen Zahnschmerzen, aufgesuchte Wallfahrtskapelle, doch in der zweiten Jahrhunderthälfte verfiel sie. So forderten 1863 Bischof Joseph de Preux und 1879 Bischof Adrian Jardinier, dass die Kapelle wiederherzustellen oder abzubrechen sei. Dank einer testamentarischen Schenkung von Joseph Wellig aus Fiesch, war es möglich, die Kapelle noch im gleichen Jahr zu restaurieren. Sie erhielt 1964 ein neues Schindeldach (Lage).

### Kapelle Maria zum Schnee (Alp Richene)
Die Kapelle ist das Zentrum der alten Alp Richene und wurde 1694 erbaut. Diese Jahreszahl ist auch am Türsturz eingeritzt (Lage).

### Kapelle der Muttergottes (Ried)
Hier wurde zwar unmittelbar vor 1633 schon eine Kapelle errichtet, bei der heutigen Kapelle handelt es sich aber um einen Neubau aus dem Jahre 1686. Die Kapelle wurde zwischen 1967 und 1970 unter Aufsicht der eidgenössischen Denkmalpflege von Walter Feliser aus Brig und Johannes Horestes Bundschuh aus Naters renoviert. Die Renovierung der Decke und Ausstattung unterlag Walter Mutter aus Naters (Lage).

### Kapelle Mariä Krönung (Egga)
Das Entstehungsjahr der Dorfkapelle von Egga ist unklar, doch der Baustil lässt auf die Errichtung in der zweiten Hälfte des 17. Jahrhunderts schliessen. Das schon 1531 die Stiftung eines Bildes erfolgte, lässt auf einen Vorgängerbau schliessen. Die Kapelle hat einige Patroziniumswechsel vorzuweisen, so war sie 1687 dem Allerheiligen geweiht, spätestens seit 1736 der heiligen Mutter Anna, und seit 1863 ist das Patrozinum der Mariä Krönung gewidmet (Lage).

### Kapelle Mariä Krönung (Ober Bodma)
Die Kapelle stammt aus dem 17. Jahrhundert und wird 1687 als eine zu Ehren Mariä Krönung errichtete Privatkapelle der Familie Perren erstmals urkundlich erwähnt. Die Glocke wurde allerdings schon 1653 gegossen (Lage).

### Kapelle der Heiligen Anna
Diese Kapelle steht an der Strasse von Fürgangen nach Bodmen, wo der alte Saumweg nach Bellwald abzweigt. Wegen einer bekannt gewordenen Schenkung aus dem Jahr 1531 kann man davon ausgehen, dass es einen Vorgängerbau gab. Der Bau der heutigen Kapelle geht auf eine Stiftung aus dem Jahr 1650 zurück. In der Traufleiste der Schiffdecke findet sich die Jahreszahl 1659. Zwischen den Schiffwänden und den etwas höheren Chorwänden befindet sich eine Baunaht. Ende des 17. Jahrhunderts wurde die Kapelle umgebaut (unter anderem wurde der Fussboden um etwa einen Meter erhöht). Darauf weist auch die Jahreszahl 1684 mit den Initialen SAZ über dem Giebelokulus hin (Lage).

### Kapelle der Heiligen Dreifaltigkeit
Es ist bekannt, dass die Dorfkapelle von Fürgangen schon 1687 stand, aber noch nicht geweiht war, was auf eine Vollendung des Baues in jenem Jahr schliessen lässt. In den Visitationsakten von 1736 wird erstmals das Patrozinium der Heiligen Dreifaltigkeit genannt (Lage).

## Tourismus
Im Sommer zieht es viele Wanderer in diese Gemeinde. Die beiden Sesselbahnsektionen auf Richenen und Steibechriz erschliessen ein Wandergebiet mit kleinen Bergseen mit guter Aussicht auf die Walliser Bergwelt bis zum Matterhorn. Höchster Aussichtspunkt ist das Risihorn auf 2875 m ü. M. Von Richenen auf 2040 m ü. M. führt eine Mountainbike-Abfahrtpiste mit 400 m Höhendifferenz bis zur Sesselbahn-Talstation. Bellwald liegt ausserdem am beliebten Gommer Höhenweg (Fiesch – Bellwald – Münster im Obergoms). Oberhalb des Dorfkerns von Bellwald gibt es bewirtschaftete Sport- und Freizeitanlagen, darunter einen Fussballplatz, Grillplatz und Kinderspielplatz, einen Funpark für Skater und Minigolf- und Tennisanlagen.
Im Jahr 2002 gab es in Bellwald 1200 Ferienwohnungen und 4300 Gästebetten.
Von Bellwald führt je eine Hängebrücke für Fussgänger nach Fieschertal (Aspi-Titter-Hängebrücke, 160 m) und nach Mühlebach (Goms Bridge, 278 m).
Im Winter nutzen vor allem Skifahrer und Snowboarder das Dorf für Ferien. Das Bellwalder Skigebiet mit einer kuppelbaren 4er-Sesselbahn, einer kuppelbaren 6er-Sesselbahn und zwei Skiliften liegt 1600 m ü. M. bis 2550 m ü. M hoch. Es gibt blaue, rote und schwarze Skipisten und eine Beschneiungsanlage.

## Literatur

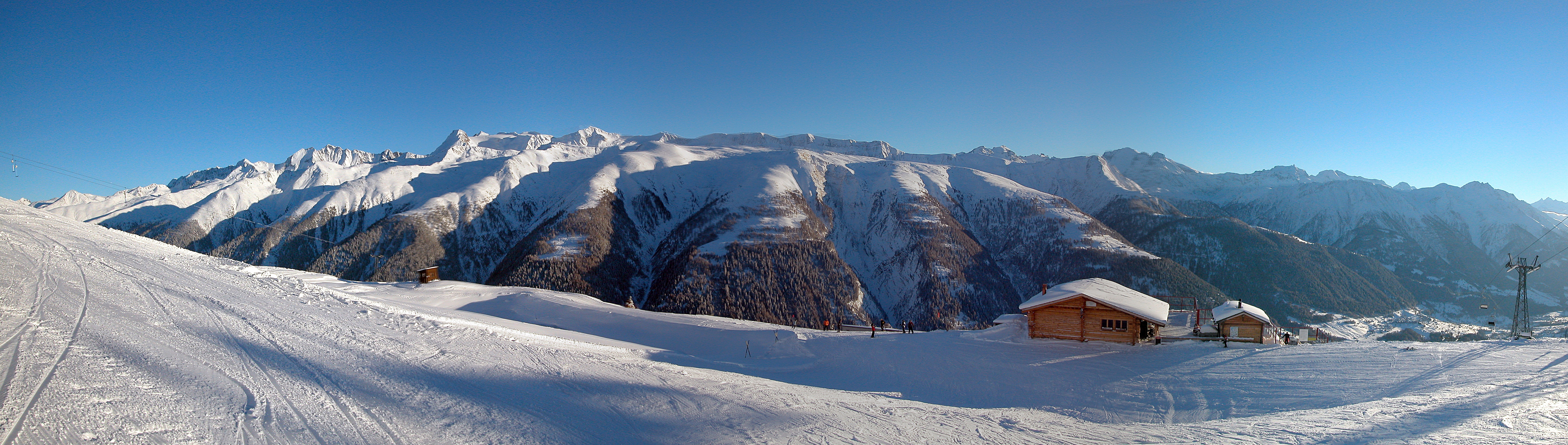
Sicht über das Goms vom Skigebiet Bellwald aus

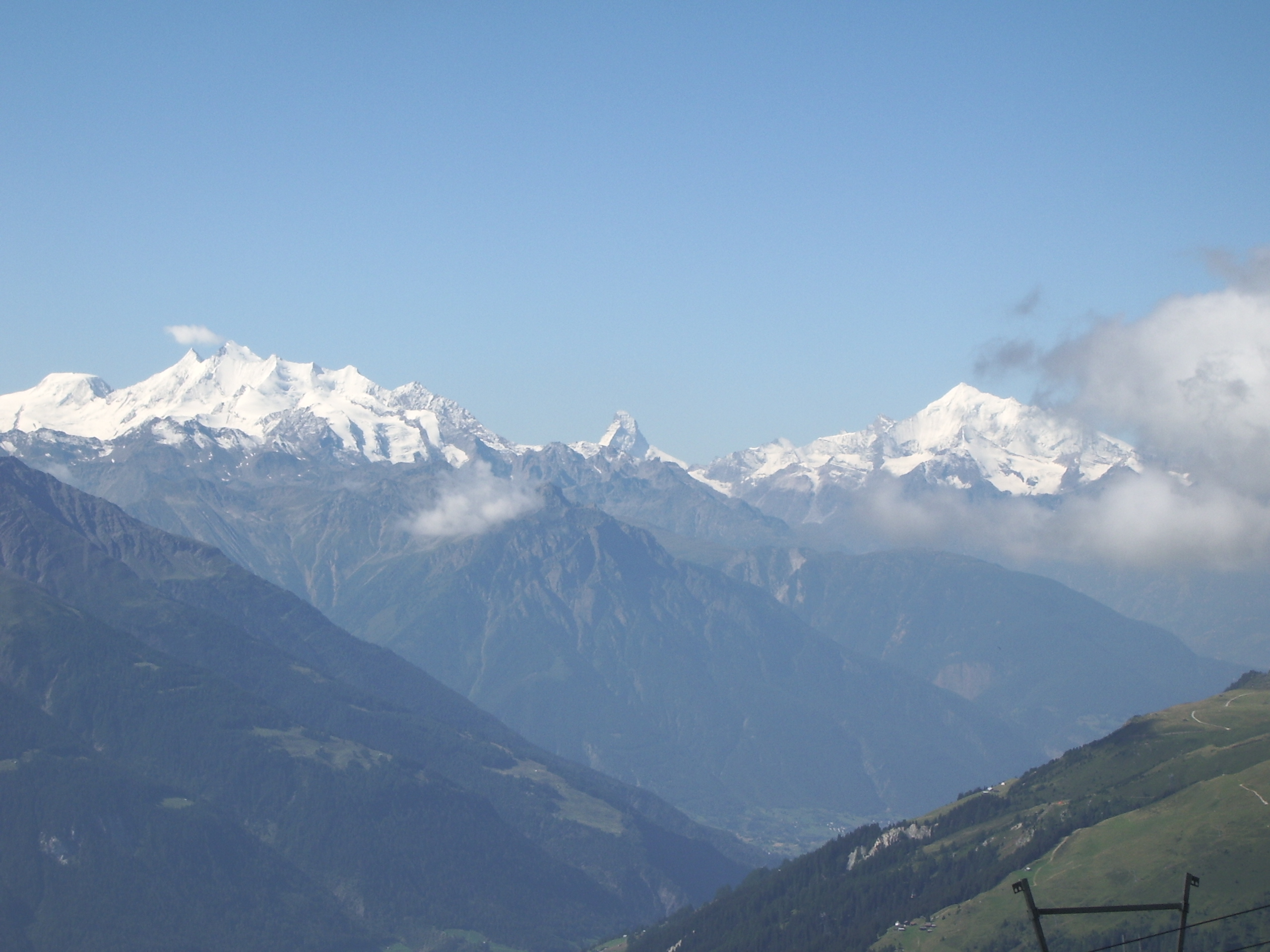
Aussicht vom Steibechriz auf Matterhorn und Weisshorn
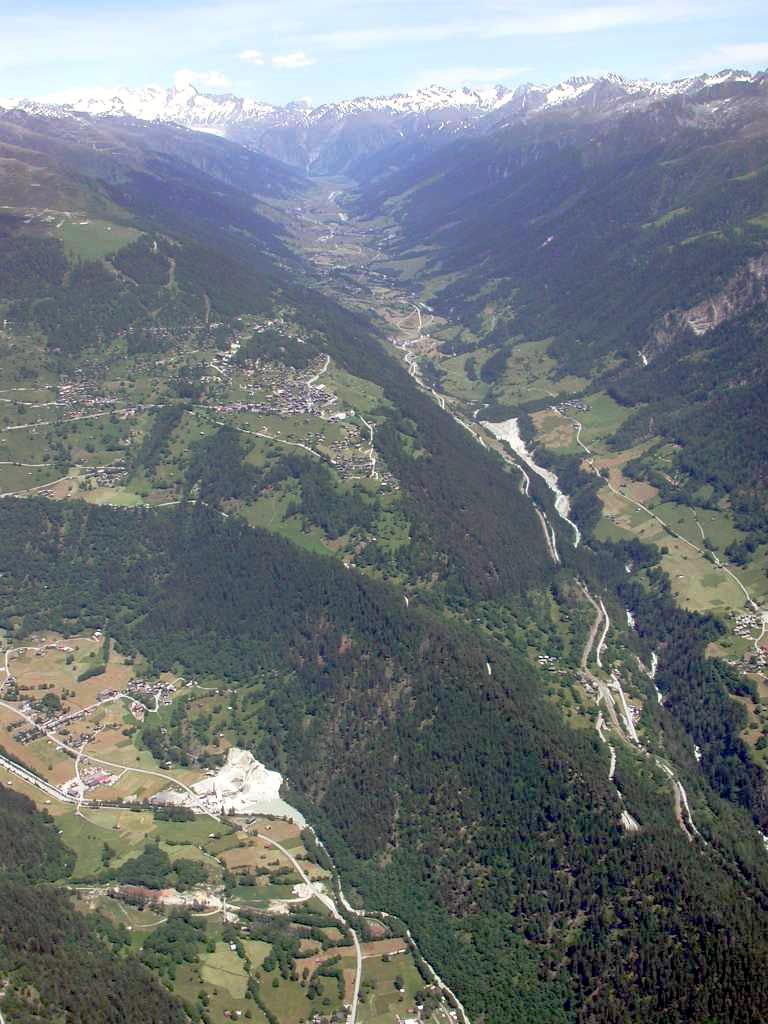
Die Hanglage auf einem Luftbild in Richtung Osten
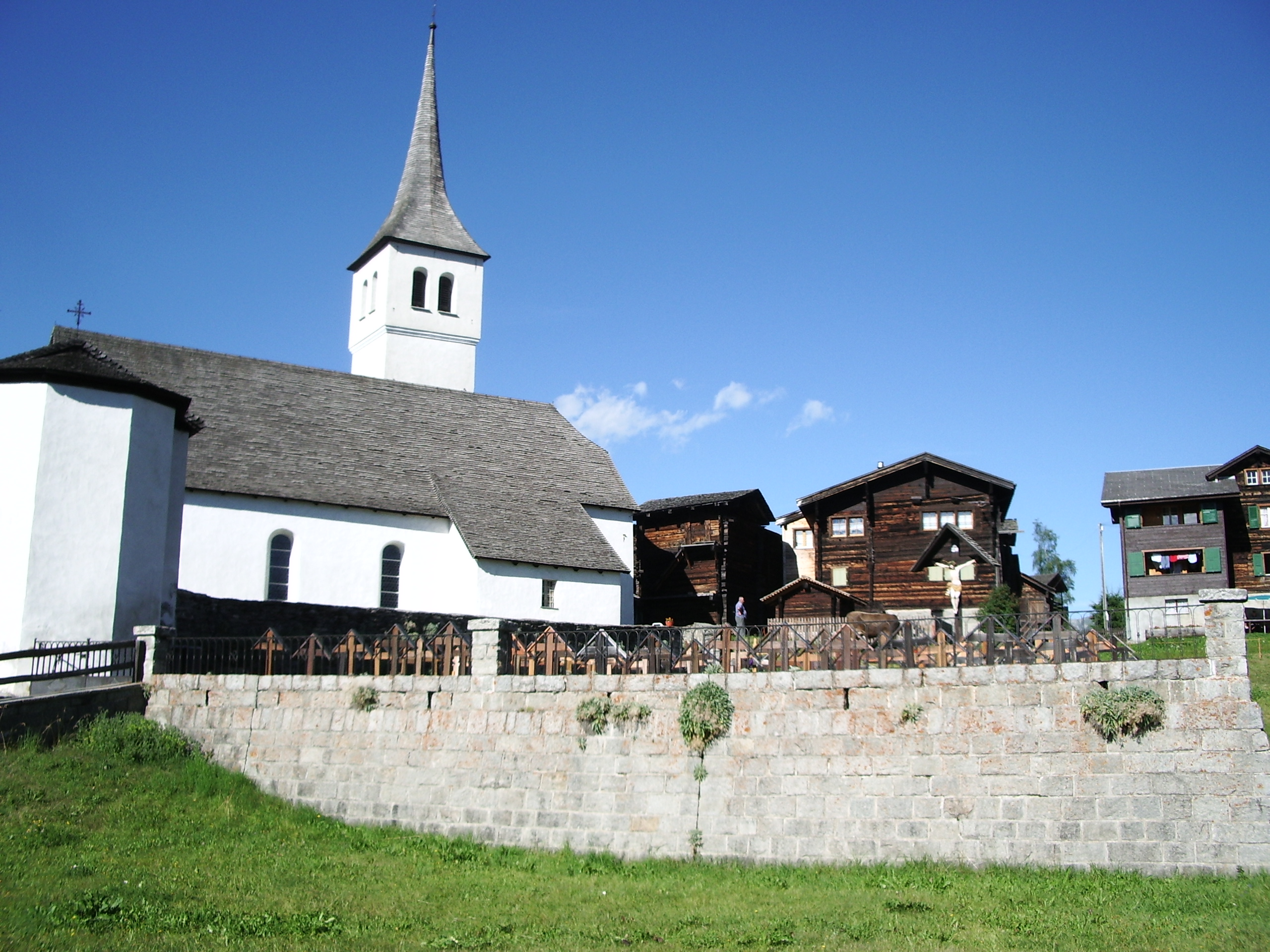
Kirche und Dorfkern
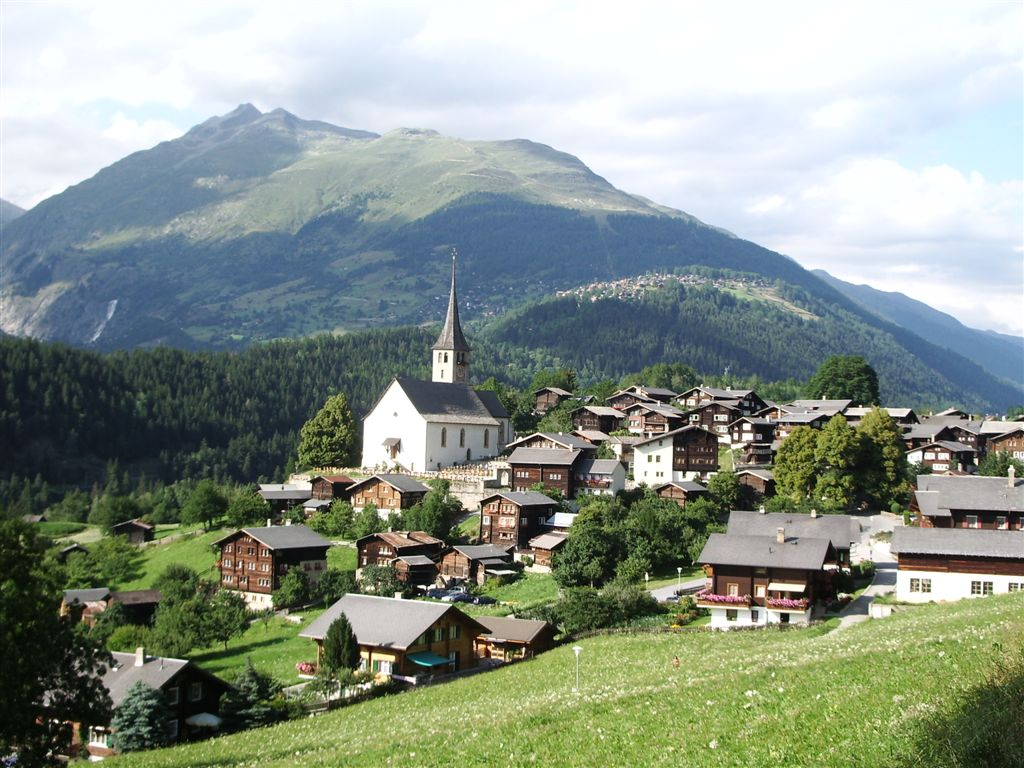
Blick von Ernen auf das gegenüberliegende Bellwald (auf dem Hügel im Hintergrund)
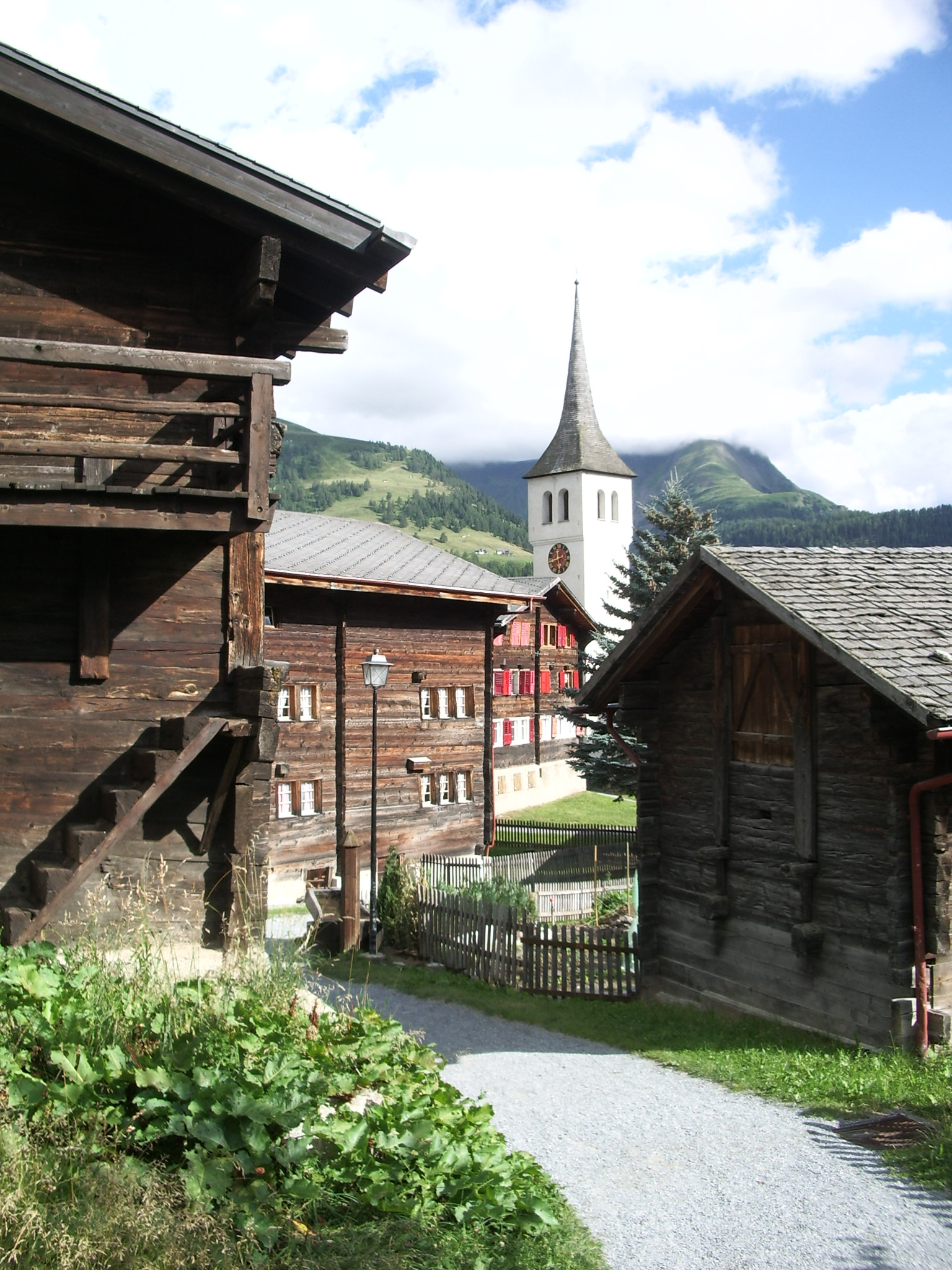
Dorfkern von Bellwald
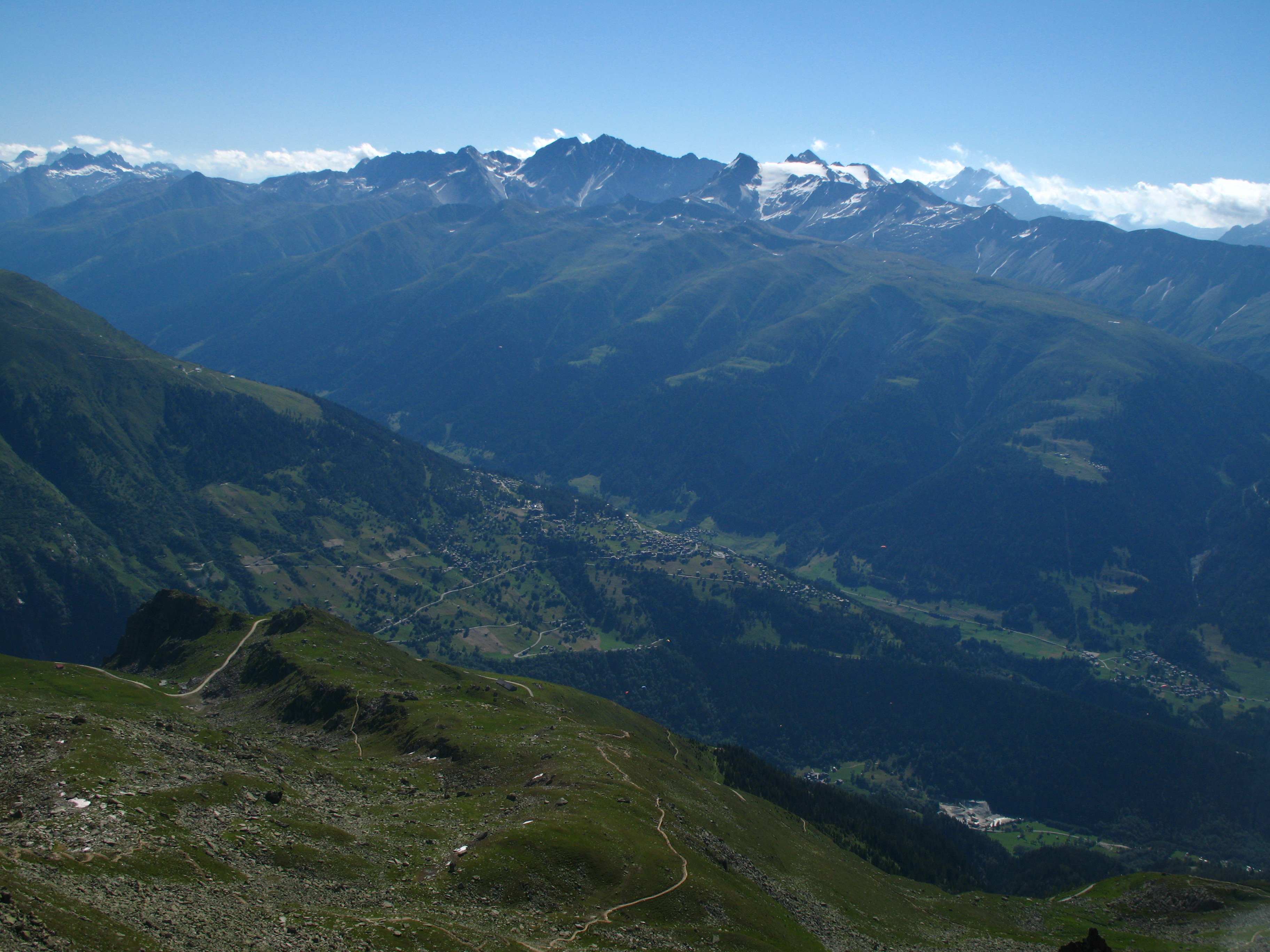
Bellwald vom Eggishorn aus gesehen
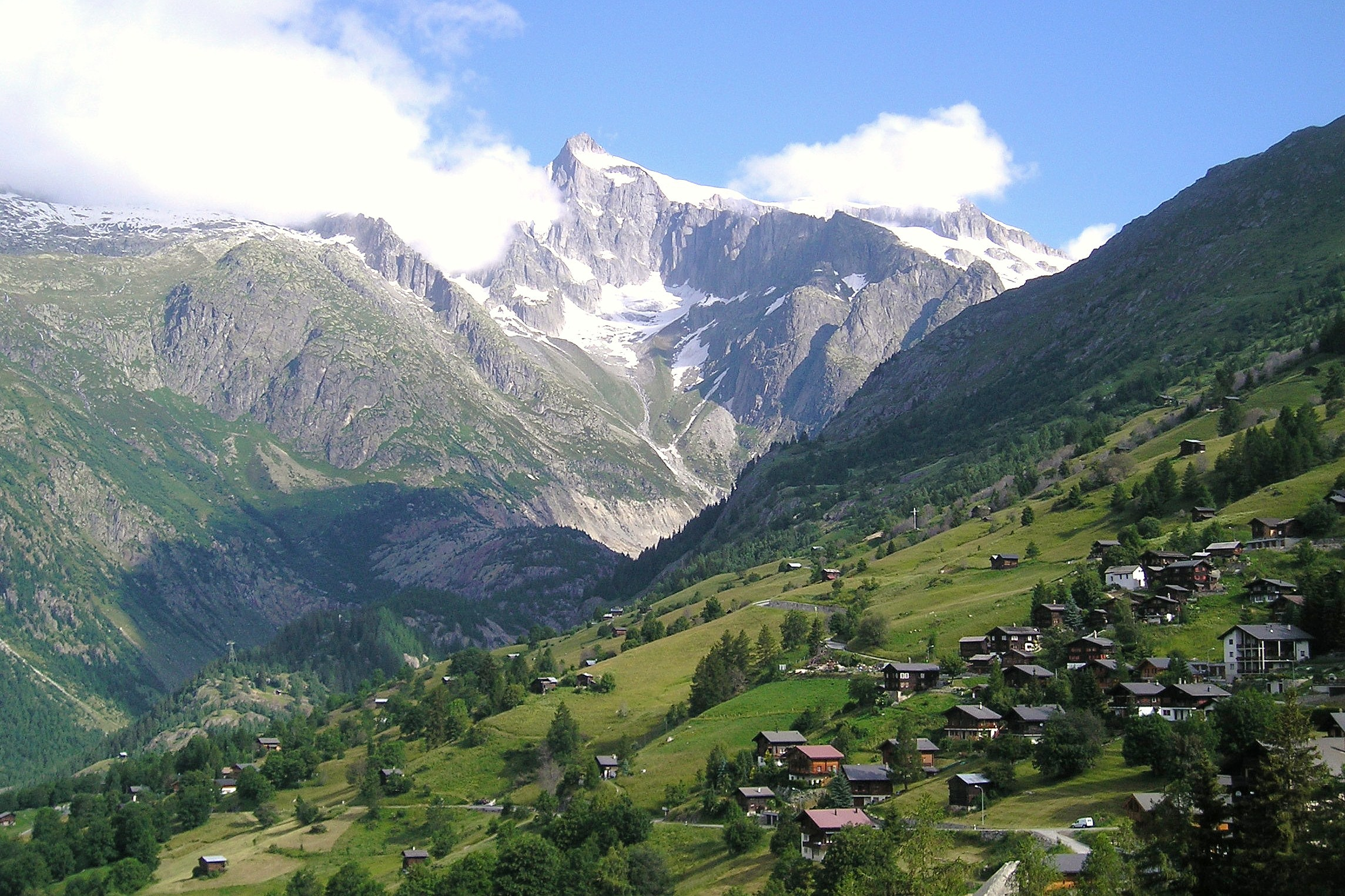
Blick über den Ortsteil Ried zum Gross Wannenhorn